# Andromma bouvieri
Andromma bouvieri är en spindelart som beskrevs av Fage 1936. Andromma bouvieri ingår i släktet Andromma och familjen månspindlar.
Artens utbredningsområde är Kenya. Inga underarter finns listade i Catalogue of Life.